# Richard Pietsch
Richard Pietsch (ur. 9 lipca 1915 w Nidzie, zm. 27 grudnia 2007 w Heidelbergu) – niemiecki badacz języka kurońskiego, artysta, jeden z ostatnich żyjących Kurów. 

## Życiorys
W 1945 został wypędzony z Mierzei Kurońskiej i zamieszkał wraz z córką w Heidelbergu, gdzie poświęcił się pracy nad upamiętnieniem i badaniem dialektu kurońskiego. Jest współautorem słownika kurońskiego (dwa wydania: 1977 i 1987), autorem słownika niemiecko-kurońskiego (niem. Deutsch-Kurisches Wörterbuch, 1991) oraz dwujęzycznej (kurońsko-niemieckiej) książki Fischerleben auf der Kurischen Nehrung (1982). W 1993 otrzymał za swą działalność nagrodę im. Georga Dehio. Jest autorem artystycznych map obejmujących Mierzeję Kurońską i Prusy Wschodnie. Pod koniec życia mieszkał w domu spokojnej starości.